# Parnaguá
Parnaguá este un oraș în Piauí (PI), Brazilia.